# Tetsurō Amino
Tetsurō Amino (アミノ テツロー?, Amino Tetsurō; Prefettura di Chiba, 10 ottobre 1955) è un regista giapponese di anime.

## Biografia
Ha diretto gli anime Let's & Go - Sulle ali di un turbo, Hyou Senki, BuBuChaCha e le serie di Macross 7 oltre a vari film, come ad esempio Lupin III - La lampada di Aladino.